# Eilema atrgentula
Eilema atrgentula là một loài bướm đêm thuộc phân họ Arctiinae, họ Erebidae.